# شيخدا
الشيخدا أو الشيخرا هم مجتمع مسلم يوجد في ولاية كجرات في الهند.

## التاريخ والأصل
والشيخدا جماعة من أنصار الداعية الصوفي بالا محمد شاه. تاريخياً، كان المجتمع يتبع نظامًا عقائديًا توفيقيًا، والذي تضمن العديد من عناصر العادات الهندوسية، شمل استخدام كهنة البراهمة. كان العديد منهم ذات مرة أعضاء في طائفة سوامينارايان.

## الظروف الحالية
يوجدالشيخديون بشكل رئيسي في مقاطعتي أحمد آباد وفادودارا. لقد تخلوا عن العديد من ممارساتهم التوفيقية، وهم الآن مسلمون سنيون تقلديون إلى حد ما. إن الشيخدا مجتمع حضري بشكل رئيسي، والعديد منهم الآن تجار صغار. ويتزوجون زواج الأقارب.